# Фатална нежност
„Фатална нежност“ е български игрален филм (драма) от 1993 година, по сценарий и режисура на Рангел Вълчанов. Оператор е Емил Христов. Музиката във филма е композирана от Стефан Димитров.

## Сюжет
„Полицейският инспектор Борис Летейски трябва да разследва убийство в малък град. Всичко би било много просто, ако починалият Хари Иванович не беше жител на този странен град, в който хората са ....безсмъртни. Съпругата на починалия, надвесена над трупа му, весело предупреждава, че „мъртвецът ей сега ще се събуди“. Опитният инспектор се оплита в мрежата на доста странни типове и една пленителна и тайнствена девойка. Накрая се измъква от лабиринта на истините и лъжите, като открива, че истинският убиец на Хари Иванович е...“

## Актьорски състав
- Николай Бинев – Борис Летейски
- Йосиф Сърчаджиев – Хари Иванович
- Катерина Евро – Виктория
- Ива Делева – Мария
- Ицхак Финци
- Георги Калоянчев – генерал